# Jonah Fabisch
Jonah Reinhard Fabisch (* 13. August 2001 in Nairobi, Kenia) ist ein deutsch-simbabwischer Fußballspieler. Er steht seit Sommer 2024 beim FC Erzgebirge Aue unter Vertrag und ist simbabwischer Nationalspieler.

## Familie
Fabisch wurde in der kenianischen Hauptstadt Nairobi geboren, während sein Vater Reinhard (1950–2008) Nationaltrainer der kenianischen Fußballnationalmannschaft war. Seine Mutter ist Chawada Kachidza, die simbabwische Rekordhalterin im 100-Meter-Hürdenlauf.

## Karriere

### Im Verein

#### Hamburger SV
Fabisch wurde zur Saison 2012/13 in das Nachwuchsleistungszentrum des Hamburger SV aufgenommen und durchlief seither alle Jugendmannschaften. In der Saison 2017/18 spielte Fabisch mit den B1-Junioren (U17) in der B-Junioren-Bundesliga, ehe er zur Saison 2018/19 zu den A-Junioren (U19) aufrückte, mit denen er in der A-Junioren-Bundesliga aktiv war. In der Saison 2019/20, seiner letzten Spielzeit bei den Junioren, war der defensive Mittelfeldspieler Kapitän der U19. In den Länderspielpausen im Oktober und November 2019 nahm der 18-Jährige unter dem Cheftrainer Dieter Hecking am Mannschaftstraining der Profis teil und kam erstmals in Testspielen zum Einsatz. Im Januar 2020 absolvierte er die Wintervorbereitung u. a. im portugiesischen Lagos, ebenfalls mit der Profimannschaft. Während des Spielbetriebs zählte Fabisch jedoch fest zur U19. Nachdem die A-Junioren-Bundesliga aufgrund der COVID-19-Pandemie ab März 2020 nicht mehr fortgeführt werden konnte, gehörte Fabisch einer zusätzlichen Trainingsgruppe aus Spielern der U19 und zweiten Mannschaft (U21) an, die bei Infizierungen von Spielern des Profikaders mit dem SARS-CoV-2-Coronavirus hätten einspringen sollen.
Zur Saison 2020/21 rückte Fabisch in den Kader der zweiten Mannschaft auf. Ab Anfang August 2020 nahm er unter dem neuen Cheftrainer Daniel Thioune an der Vorbereitung der Profimannschaft teil, die einen Monat nach der zweiten Mannschaft mit dem Training begann. Fortan ergab sich die Problematik, dass nur die Profimannschaft regelmäßig auf das Coronavirus getestet wurde. Um den 19-Jährigen besser fördern zu können, entschied man sich, ihn gemeinsam mit Bryan Hein und dem Torwart Leo Oppermann in die Testgruppe aufzunehmen. Dies führte dazu, dass die drei Spieler ausschließlich mit der Profimannschaft trainieren und nur die Spiele in der viertklassigen Regionalliga Nord absolvieren durften. Allerdings konnten Hein und Fabisch an manchen Spielformen nicht teilnehmen, wenn alle Spieler fit waren und mussten daher neben der Mannschaft individuelle Übungen absolvieren. Nach der Länderspielpause im November 2020 entschied sich Thioune, Hein und Fabisch wieder in die zweite Mannschaft zu schicken und stattdessen deren U21-Teamkollegen Moritz Kwarteng und Ogechika Heil eine Chance im Profitraining zu geben. Laut Thioune hätten die beiden niemanden im Profikader „überholt“, was für ihn eine Voraussetzung sei, in diesem bleiben zu können. Fabisch hatte bis dahin keine Nominierung in den Spieltagskader geschafft, da im defensiven Mittelfeld Moritz Heyer, Gideon Jung, David Kinsombi, Jeremy Dudziak, Aaron Hunt, Klaus Gjasula und Amadou Onana den Vorzug erhielten. Da der Regionalliga-Spielbetrieb ab November 2020 unterbrochen und nicht wieder aufgenommen wurde, blieb es für Fabisch in dieser Spielzeit bei 10 Regionalligaeinsätzen, die er bis dahin absolviert hatte. Auch in der Saison 2021/22 gehörte Fabisch ausschließlich dem Kader der zweiten Mannschaft an. Er kam in 27 Regionalligaspielen stets in der Startelf zum Einsatz und erzielte 4 Tore.
Die ersten Einheiten der Sommervorbereitung 2022 durfte der Mittelfeldspieler unter Tim Walter gemeinsam mit seinem Teamkollegen Maximilian Großer bei der Profimannschaft absolvieren. In das Trainingslager wurden sie jedoch nicht mitgenommen. Fabisch verbleibt somit auch in der Saison 2022/23 in der zweiten Mannschaft; zudem löste er den zum VfL Osnabrück gewechselten Maxwell Gyamfi als Mannschaftskapitän ab. Fabisch war über die gesamte Spielzeit eine feste Größe im Mittelfeldzentrum. In 35 Ligaspielen (alle von Beginn) erzielte er 11 Tore. Die Mannschaft wurde hinter dem VfB Lübeck Vizemeister. Kurz vor dem Saisonende nahm Fabisch noch an einigen Trainingseinheiten der ersten Mannschaft teil, Walter verzichtete jedoch weiterhin auf seine Dienste.

#### 1. FC Magdeburg
Nach seinem Vertragsende beim HSV wechselte Fabisch zur Saison 2023/24 zum Zweitligisten 1. FC Magdeburg. Dort traf er auf den Cheftrainer Christian Titz, der von 2015 bis 2018 im Nachwuchs des HSV aktiv gewesen war.

#### FC Erzgebirge Aue
Im Sommer 2024 wechselte er zum FC Erzgebirge Aue und unterschrieb dort einen Vertrag bis 2026.

### In der Nationalmannschaft
Fabisch kam im Mai 2018 unter Meikel Schönweitz zu 4 Einsätzen in einem U17-Perspektivteam des DFB. Im Oktober 2019 folgten unter Marc-Patrick Meister 4 Einsätze in einem U19-Perspektivteam. Da die Spiele der Perspektivteams gegen Auswahlen von deutschen Landesverbänden stattfanden, zählen diese nicht als offizielle Länderspiele.
Ende Juni 2021 wurde Fabisch von Zdravko Logarušić in den erweiterten Kader der simbabwischen Nationalmannschaft für den COSAFA Cup 2021 im südafrikanischen Gqeberha berufen. Er verzichtete jedoch aufgrund der COVID-19-Pandemie auf seine Teilnahme. Die nächste Nominierung folgte für die Qualifikationsspiele zur Weltmeisterschaft 2022 im September 2021. Der 20-Jährige kam aber weder beim torlosen Unentschieden gegen Südafrika noch bei der 0:1-Niederlage gegen Äthiopien zum Einsatz. Nachdem Fabisch für die WM-Qualifikationsspiele im Oktober 2021 nicht berücksichtigt worden war, reiste er im November 2021 für die letzten beiden Qualifikationsspiele, vor denen das Weiterkommen in die dritte Qualifikationsrunde bereits nicht mehr möglich war, zum zweiten Mal zur simbabwischen Nationalmannschaft. Dabei debütierte Fabisch am 14. November 2021, als er beim 1:1-Unentschieden im Rückspiel gegen Äthiopien im Laufe der zweiten Halbzeit eingewechselt wurde. Für den Afrika-Cup 2022 wurde er nicht berufen.